# Hymenoscyphus vernus
Hymenoscyphus vernus är en svampart som först beskrevs av Jean Louis Emile Boudier, och fick sitt nu gällande namn av Dennis 1964. Hymenoscyphus vernus ingår i släktet Hymenoscyphus och familjen Helotiaceae.  Arten är reproducerande i Sverige. Inga underarter finns listade i Catalogue of Life.